# Leandro Carreón
Leandro Carreón (27 de febrero de 1915 Indé, Durango - el 21 de enero de 1987) era un pintor mexicano.
Carreón pasó los primeros años en Indé, hasta que la familia Carreón Nájera decidió buscar mejores condiciones de vida en la ciudad minera de Parral, Chihuahua, en el año de 1937.
Muy pronto las facultades para el dibujo del entonces adolescente fueron descubiertas y se le animó para que viajara a la ciudad de Chihuahua donde continuó sus estudios plásticos. Después vino el viaje y el ingreso a la Academia de San Carlos.
Al terminar allá los 3 años de enseñanza regresó a tierras chihuahuenses.
El maestro Carreón tenía en mente un ambicioso proyecto a realizarse en Parral, pero dicho plan no pudo concretarse, por lo que decidió presentarlo en la ciudad de Chihuahua, al entonces gobernador del Estado Gustavo L. Talamantes (1936-1940) quién decidió dar apoyo al joven artista. Los muros seleccionados para tal efecto fueron los del Instituto Científico y Literario, hoy sede de la Rectoría de la Universidad Autónoma de Chihuahua.
Nueve fueron los primeros murales ejecutados por Carreón en el Paraninfo entre los años de 1937 y 1939. El pintor los tituló: Fundación de México, Tianguis o Mercado Indio, Imperio de Moctezuma Xocoyotxzin, La Conquista, Inquisición e Independencia, La Invasión extranjera- Reforma, Época Porfiriana y Revolución de 1910.
La técnica empleada por el artista fue caseína sobre yeso. Es conocida la fragilidad del yeso ante cualquier simple pinchazo o por acción de la humedad. La obra ha tenido varias restauraciones, siendo las más recientes en 1995. Los murales fueron ejecutados cronológicamente de acuerdo a los hechos representados. Poco a poco el pintor fue adquiriendo experiencia en el manejo de los materiales empleados. Los dos últimos murales muestran la destreza adquirida: "La Época Porfirista" muestra grandes influencias del mural de Diego Rivera de la Secretaría de Educación Pública.
Fueron alrededor de 200 metros cuadrados pintados por Carreón en el Paraninfo. Se puede afirmar, que el inicio de la pintura mural en Chihuahua había sido afortunado.
Los murales del exterior del Paraninfo fueron pintados posteriormente; en la pintura central, de mayor tamaño, aparecen los 3 sabios entregando el mítico fuego de la sabiduría al hombre y a los lados en cuatro pequeñas pinturas se aprecia la siembra, germinación, desarrollo y cosecha del maíz. 
Otros dos murales de formato reducido en la parte superior de la pared, aluden al trabajo del obrero en la industria y del científico en la investigación.

## Dos murales en el Hotel Victoria
Hacia 1941 los trabajos de construcción del Hotel Victoria estaban casi terminados. Los propietarios del edificio decidieron contratar los servicios pictóricos de Leandro Carreón, en una superficie de 12 metros cuadrados fueron realizados dos murales con el fin de embellecer el comedor del hotel. Las pinturas fueron hechas en óleo sobre yeso,
y muestran una imagen idealizada del indigenismo.

## Los murales en la estación del ferrocarril
No sería sino hasta 1950 cuando Leandro Carreón volvería a trabajar en un proyecto ambicioso. Al construirse la nueva estación de Ferrocarriles Nacionales de México, se planeó que el artista pintara dos murales referentes al desarrollo chihuahuense de la minería y la ganadería.
En una superficie de 50 metros cuadrados por cada mural, Carreón desarrolló los dos murales en el mismo año en que fueron encargados. La técnica utilizada fue la misma del Paraninfo: Caseína sobre yeso.
En el mural sobre la minería aparece en la parte central la enorme figura de un minero que trabaja con un taladro. La silicosis lo acecha. Las demás imágenes son de menor tamaño. Al lado izquierdo asoma la gran industria actual, presidida por la fundición de Ávalos.
En el mural sobre la ganadería, el pintor utilizó una composición similar a la anterior. En la parte central se alza un enorme semental. A la derecha la representación de los inicios de la ganadería.

## El primer pintor profesional de Chihuahua
Leandro Carreón fue el primer pintor profesional de Chihuahua según el juicio de los artistas Aarón Piña Mora, Alberto Carlos y Elsa de los Ríos, misma que tuvo a cargo la restauración de los murales del Paraninfo en los años de 1983 a 1986.
Leandro Carreón mostró la ruta al muralismo mexicano en el norte de la República, el camino por desgracia, no fue continuado de inmediato.
Pasaron algunos años para que los pintores chihuahuenses tomaran la elección muralística de Carreón.
Además de la pintura mural Leandro Carreón desarrolló gran actividad en el retrato de caballete. Grandes personalidades de la política y del mundo social, no solo chihuahuenses, sino nacionales, figuran entre los retratados, contándose entre ellos varios presidentes de la república.
La Universidad Autónoma de Chihuahua preparaba un homenaje a Leandro Carreón cuando se conoció la noticia de su muerte, acaecida el miércoles 21 de enero de 1987.
- Datos: Q5972205